# Каштру Сороменью, Фернанду Монтейру
Фернанду Монтейру ди Каштру Сороменью (порт. Fernando Monteiro de Castro Soromenho; 31 января 1910, Chinde District, Замбезия — 18 июня 1968, Сан-Паулу) — португальский, ангольский и мозамбикский писатель

, публицист, журналист, редактор, литературовед, историк, фольклорист, этнограф и этнолог. Представитель неореализма в литературе. Видный деятель ангольской литературы, пропагандист и популяризатор ангольской культуры.

## Биография
Родился в семье губернатора Лунды Артура Сороменью. В 1911 году с семьёй переехал в анголльскую провинцию Уамбо. В 1916—1925 года обучался в лицее Лиссабона. Вернувшись в Анголу в 1925 году, работал в Алмазной компании, затем стал чиновником колониальной службы Анголы, служил на востоке страны.
Впоследствии работал журналистом, стал редактором газеты Diário de Luanda. В 1937 году вернулся в Лиссабон, сотрудничал с разными периодическими изданиями. Его публицистические статьи регулярно печатались в португальских и бразильских журналах и газетах.
C 1950-х годах увлёкся этнологией.
Из-за непримиримой критики режима Салазара подвергался гонениям и в 1960 году вынужден был уехать во Францию, чтобы избежать ареста. Позже переехал в США, где читал лекции в Университете Висконсина и преподавал курс португальской литературы.
В августе 1961 года вернулся во Францию, где сотрудничал с журналами Présence africaine (вместе с Марио Пинту де Андраде и Мануэлом Лимой) и Révolution.
В декабре 1965 года эмигрировал в Бразилии, где и умер.
В Бразилии преподавал на философско-филологических факультетах Университета Сан-Паулу и Университета Араракуара.
Занимался изучением ангольской этнографии: был одним из основателей Центра африканских исследований Университета Сан-Паулу.

## Творчество
Творчество Каштру Сороменью развивалось в духе реализма; в нём поднимаются проблемы патриархальной ангольской деревни, доколониальной жизни африканских племён, темы расизма: повести «Тревожная ночь» («Noite de angústia», 1939), «Люди без дороги» («Homens sem caminho», 1941), «Мёртвая земля» («Terra morta», 1949), «Поворот» («Viragem», 1957) и др. Жизнь Анголы между мировыми войнами показана в его романах «Мёртвая земля», «Поворот» (1957), «Язва» (1970). Для произведений Сороменью, самого значительного писателя литературы Анголы XX века, характерна критика португальской администрации и суеверий коренных ангольцев — «детей богов».
Собранные народные предания и легенды легли в основу книги «Истории чёрной земли» («Histórias da terra negra», 1960).

## Избранная библиография
- Lendas negras (сказки) (1936)
- Nhari: o drama da gente negra (рассказ и новеллы) (1938)
- Imagens da cidade de S. Paulo de Luanda (1939)
- Noite de angústia (роман) (1939)
- Homens sem caminho (роман) (1941)
- Sertanejos de Angola (история) (1943)
- A aventura ea morte no sertão: Silva Pôrto ea viagem de Angola a Moçambique (история) (1943)

Rajada e outras histórias (рассказ) (1943)
- A expedição ao país do oiro branco (история) (1944)
- Mistérios da terra (этнографическая работа) (1944)
- Calenga (сказки) (1945)
- A maravilhosa viagem dos exploradores portugueses (этнографическая работа) (1946)
- Terra morta (роман) (1949)
- Samba (сказка) (1956)
- A voz da estepe (сказка) (1956)
- Viragem (роман) (1957)
- Histórias da terra negra (фольклор, рассказы и научные исследования) (1960) // В СССР был осуществлён перевод на русский, который вошёл в книгу: Истории Черной Земли. Сказки и легенды Анголы. М .: Наука ГРВЛ, 1975б 264 с. — С. 114—162
- Portrait: Jinga, reine de Ngola et de Matamba (1962)
- A chaga (роман) (1970)